# Indianie leśni
Indianie leśni – termin określający niewielkie, prymitywne plemiona Indian żyjących w warunkach względnej izolacji na bardzo słabo zaludnionych terenach dorzeczy Amazonki i Orinoko oraz Gran Chaco. Reprezentują bardzo niski poziom rozwoju cywilizacyjnego. Zajmują się zbieractwem, myślistwem, rybołówstwem i prymitywnym rolnictwem. Ich liczbę szacuje się na kilkadziesiąt tysięcy.